# Ali Coşkun
Ali Coşkun né le 20 février 1939 à Kemaliye, est un homme d'affaires et homme politique turc.
Diplômé de département de la génie électrique de l'Université technique de Yıldız, fait son master sur les économies de gestion dans la faculté de gestion de l'Université d'Istanbul. Il travaille dans le secteur privé. Il est vice-président de chambre d'industrie d'Istanbul et président de l'Union des Chambres et bourses de Turquie (TOBB) entre 1986-1990. Président-fondateur du conseil des relations économiques extérieures turc (DEİK). Député d'Istanbul (1996-2007), président de la commission de la défense nationale (1996), membre du parti de la mère patrie (ANAP) (1994-1997) du Parti de la vertu (FP) (1998-2001) et vice-président du FP, membre fondateur en 2001 et entre vice-président du Parti de la justice et du développement (AKP) chargé des affaires économiques (2001-2002)[réf. nécessaire]. Ministre de l'industrie et du commerce (2002-2007). Il parle l'anglais et l'allemand. Marié et a 2 ans.